# مردان خشن (فیلم ۱۹۵۵)
مردان خشن (انگلیسی: The Violent Men) یک فیلم وسترن آمریکایی در فرمت سینمااسکوپ است که در سال ۱۹۵۵ به کارگردانی رودولف ماته ساخته شده است و بازیگرانی چون گلن فورد، باربارا استانویک، ادوارد جی. رابینسون، دایان فاستر، برایان کیت، و می وین در آن نقش‌آفرینی کرده‌اند. این فیلم بر اساس رمان «وادی دودآلود» نوشته دونالد همیلتون در سال ۱۹۵۵ ساخته شده است و داستانش دربارهٔ یک صاحب مزرعه است که با روش‌های زمین‌خواری یک دامدار بزرگ محلی به مشکل برمی‌خورد. ازدواج پرتنش این دامدار بزرگ، تسلط خانواده‌اش بر منطقه را به خطر می‌اندازد.

## بازیگران
- گلن فورد
- باربارا استانویک
- ادوارد جی. رابینسون
- دایان فاستر
- برایان کیت
- می وین
- وارنر اندرسون
- باسیل رویسدل
- ریچارد جاکل
- جیمز وسترفیلد
- جک کلی
- ویلیس بوشی
- هری شانون
- فرانک فرگوسن
- ویلیام ادوارد فیپز

## انتشار
مردان خشن در تاریخ ۲۶ ژانویه ۱۹۵۵ در سینماها اکران شد. این فیلم در تاریخ ۵ آوریل ۲۰۰۵ روی دی‌وی‌دی منتشر شد.

## منتقدان
بازلی کرادر، منتقد فیلم نیویورک تایمز، نوشت: 
استودیوی کلمبیا تمام تلاشش را در ساخت «مردان خشن» به کار برده است، یک وسترن گسترده و پر از هیجان که دیروز در سینمای لوو استیت اکران شد. این فیلم از یک فیلمنامهٔ حساب‌شده، گروه بازیگرانی سه‌ستاره و سرشناس، و یک تولید فضای باز دیدنی بهره برده که در فرمت سینمااسکوپ بسیار باشکوه به نظر می‌رسد.
تی‌وی گاید نوشت:
«باربارا استانویک، ادوارد جی. رابینسون، گلن فورد، و برایان کیت در مردان خشن بازی می‌کنند، یک وسترن روان‌شناختی بالاتر از حد متوسط که با فیلم‌برداری چشمگیر سینمااسکوپ و چند صحنهٔ اکشن پرهیجان همراه است.»